# Conosa
Conosa – podtyp supergrupy Amoebozoa.
Należą tutaj następujące gromady:
- Variosea Cavalier-Smith w Cavalier-Smith i inni, 2004
- Archamoebae
- Mycetozoa - śluzowce